# Karmelitinnenkloster Bayonne

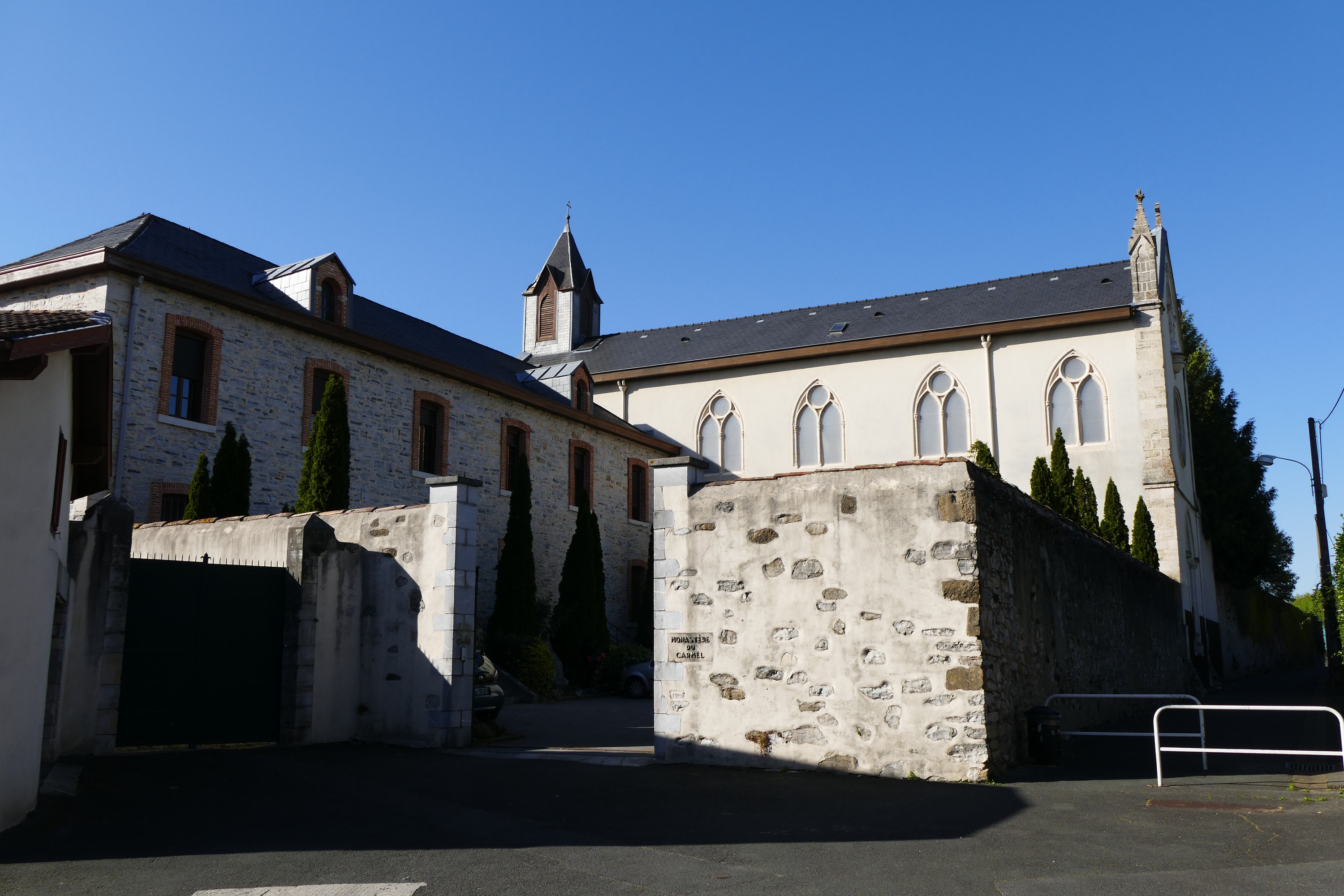
Karmelitinnenkloster Bayonne (2021)

Das Karmelitinnenkloster Bayonne ist ein Kloster der Karmelitinnen in Bayonne, Département Pyrénées-Atlantiques, im Bistum Bayonne in Frankreich.

## Geschichte
Das Karmelitinnenkloster Oloron (1833–2021) in Oloron-Sainte-Marie gründete 1852 ein Kloster in Pau und 1858 den Carmel de l‘Immaculée Conception et des Anges gardiens (Karmel von der Unbefleckten Empfängnis und von den Schutzengeln) in Bayonne. Die Karmelitin Véronique de la Passion (Sophie Leeves 1823–1906) gründete von Bayonne aus den Apostolischen Karmel in Mangalore in Indien. Die rund 15 Ordensfrauen wohnen im Chemin d’Arancette Nr. 2.